# Pipaluk Knudsen Ostermann
Pipaluk Knudsen Ostermann (1977) es una  directora de cine y documentalista nacida en la isla danesa de Groenlandia. 
Pipaluk es una joven inuk que estudió en la universidad pública Escuela de Negocios de Copenhague en Dinamarca y en la Universidad de Las Palmas de Gran Canaria de España.
Habla inuit, danés, francés y español fluidamente. Es la protagonista del documental autobiográfico Nieve Silenciosa, que protagonizó, guionizó y codirijió junto al holandés Jan van den Berg.

## Filmografía
- 2011, Nieve Silenciosa, protagonista, guionista y directora del documental.[2]